# Havange
Havange é uma comuna francesa na região administrativa de Grande Leste, no departamento de Mosela. Estende-se por uma área de 9,65 km². Em 2010 a comuna tinha 461 habitantes (densidade: 47,8 hab./km²).